# Un hombre para la eternidad (película de 1988)
Un hombre para la eternidad (A Man for All Seasons en su título original en inglés) es una película para televisión de 1988 sobre la figura de Tomás Moro, dirigida y protagonizada por Charlton Heston. Está basada en la obra de teatro homónima de Robert Bolt, que ya fuera adaptada en otra película de 1966, ganadora de 6 premios Óscar. Un hombre para la eternidad fue la primera película realizada para la cadena de televisión TNT.
Está protagonizada por Charlton Heston como Tomás Moro, Vanessa Redgrave (quien ya tuvo un pequeño cameo en la versión de 1966) como su esposa Alice Moro, Sir John Gielgud como el cardenal Thomas Wolsey, Martin Chamberlain como el rey Enrique VIII, Richard Johnson como el duque de Norfolk y Roy Kinnear como narrador, «The Common Man», personaje similar a un coro griego a lo largo de la obra que aparece en momentos cruciales o comentando la acción, y que no apareció en la película anterior.
Esta versión se ajusta de forma más literal a la obra de teatro original, dura una media hora más que la película de 1966 y podría considerarse más «teatral» que esa película anterior, que no solo dividió a «The Common Man» en varios personajes más realistas, sino que omitió pequeñas porciones de la obra en sí.

## Reparto
- Charlton Heston como Tomás Moro.
- Vanessa Redgrave como Alice Moro.
- Richard Johnson como el duque de Norfolk.
- John Gielgud como el cardenal Wolsey.
- Roy Kinnear como el narrador.
- Benjamin Whitrow como Thomas Cromwell.
- Adrienne Thomas como Margaret More.
- Martin Chamberlain como Enrique VIII.
- John Hudson como William Roper.
- Jonathan Hackett como Richard Rich.
- Milton Cadman como Thomas Cranmer.